# Улан-Удэнское приборостроительное производственное объединение
Улан-Удэнское приборостроительное производственное объединение (У-У ППО) — российское предприятие, расположенное в Республике Бурятия, г. Улан-Удэ. Специализируется на производстве высокоточного оборудования для авиационной промышленности, изделий для нужд ВМФ России, товаров народного потребления и продукции производственно-технического назначения.
Является одним из крупнейших машиностроительных предприятий Улан-Удэ и Бурятии, при этом большая часть продукции производится по заказу от оборонных предприятий России. До 70 % продукции объединения входило в состав систем и комплексов, поставляемых на экспорт в 45 стран мира.
В 2009 году производственное объединение в составе АО "Корпорация аэрокосмическое оборудование" вошло в КРЭТ (Концерн «Радиоэлектронные технологии»), с августа 2009 года входит в «Перечень стратегических предприятий и организаций». В 2012 году вошёл в состав производственного авиастроительного кластера, в 2016 в составе кластера высокотехнологичного машиностроения и приборостроения Республики Бурятия был включен в реестр промышленных кластеров Минпромторга РФ, в 2017 году стал участником Промышленного кластера Бурятии, включенного в реестр совместных промышленных кластеров Минпромторга РФ. Статус участника кластера позволит объединению получить федеральные субсидии и прочие формы господдержки.
Генеральным директором объединения являлся Гармаев Сергей Очирович (7.02.2017—7.02.2020 годы). С 10.02.2020 временным генеральным директором является Владимир Владимирович Лучников.

## История
Распоряжением Совета Министров РСФСР № 6661-рс от 7 октября 1959 г. и Постановлением Бурятского Совета народного хозяйства № 116-пс от 10 декабря 1959 г. был создан Приборостроительный завод в г. Улан-Удэ по изготовлению авиационного оборудования.
17 августа 1961 г. была собрана первая партия двигателей индукционных двухфазных ДИД-05.
В конце 1966 г. номенклатура выпускаемой продукции увеличилась в 31 раз.
Основные работы по внедрению изделий авиационной техники начались в 1971 г.
В 1981 году с целью освоения сложнейших изделий по военно-морской тематике составных частей управляемых ракет, аппаратуры предстартовой подготовки был создан «Завод автоматических систем» и Приборостроительный завод был преобразован в Приборостроительное объединение.
В 1982 г. начат выпуск автопилотов.
В 1983—1985 гг. начато производство гироскопов, аппаратуры предстартовой подготовки.
Помимо авиационной техники в 1994—1995 гг. был освоен выпуск телевизоров «Лотос», пылесосов «Байкал», в 2003—2004 гг освоен выпуск приборов учёта воды ETK/ETW-15 и СКВ-3/15, СКВГ90-3/15, в 2005 г. на базе двигателя с плоским печатным якорем освоен выпуск привода стеклоочистителя и электродвигателя отопителя для автомобилей ЗИЛ. 
Улан-Удэнское приборостроительное производственное объединение производило точную копию электробритвы под маркой «Агидель», одновременно выпускавшуюся Уфимским приборостроительным заводом им. В. И. Ленина, переименованным в 1991 году Уфимское приборостроительное производственное объединение, которое выпускало знаменитую Электробритву до конца 2012 года. Единственное, что отличало улан-удэнскую бритву от оригинала электробритвы Агидель это изменённый стиль названия Агидель на упаковке, и оформление картонной упаковки. В самой электробритве отличий не было никаких, она в точности повторяла электробритву Уфимского производственного завода им. В. И. Ленина.

## Продукция

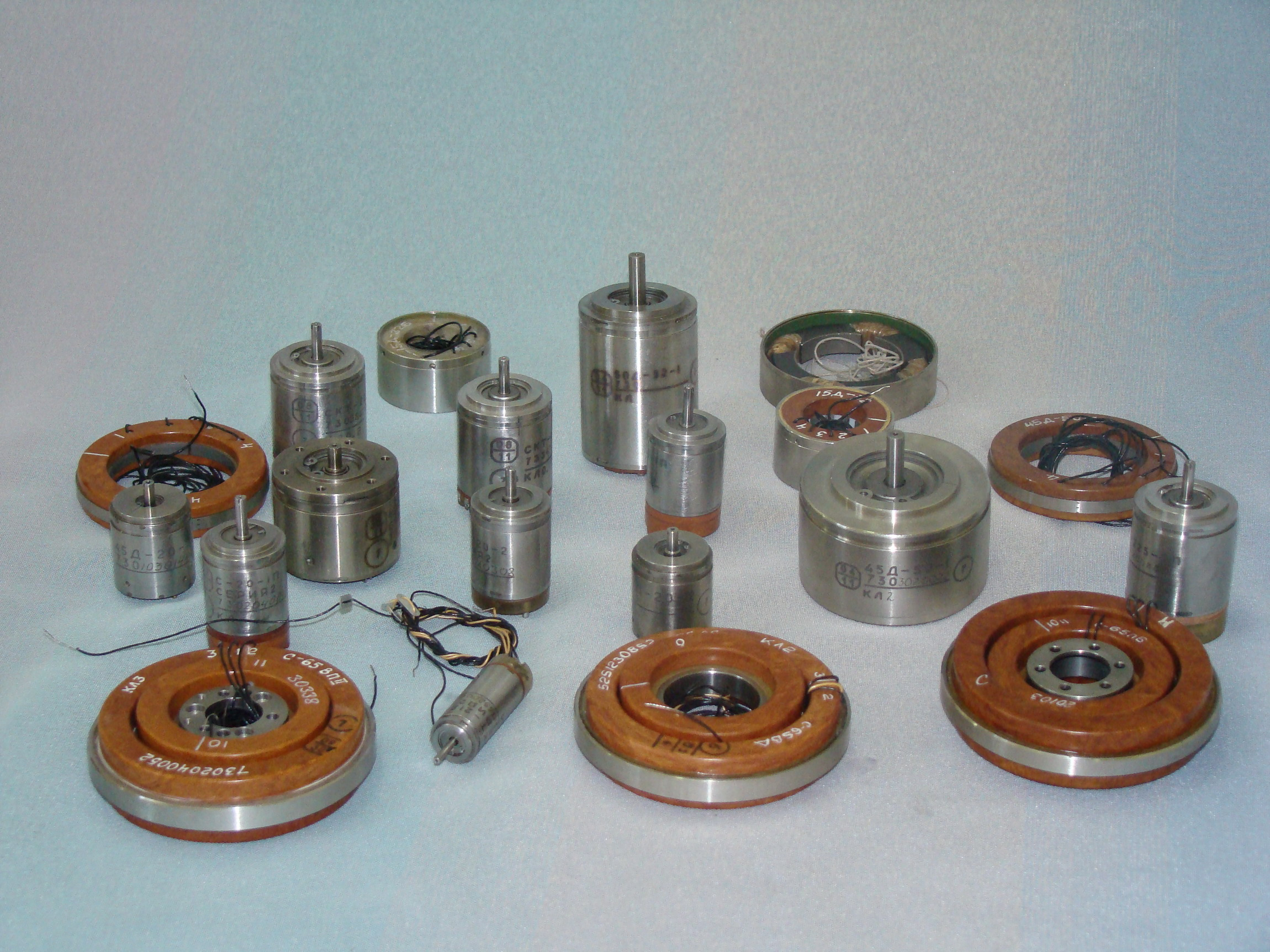
Датчики

В настоящее время предприятие выпускает:
- блоки следящей системы (БСС);
- блок механический переходной (БМП);
- двигатели индукционные двухфазные (ДИД);
- двигатели-генераторы (ДГ);
- двигатели-генераторы малогабаритные (ДГМ);
- двигатель малогабаритный (ДМ-1);
- интегрирующие двигатели-генераторы (ИЭ)
- тахогенератор (ДИГ-0,3);
- сельсины трансформаторы (С-65);
- синусно-косинусные трансформаторы (СКТ);
- усилители магнитные (УМ);
- усилители низкой частоты (УНЧ);
- усилитель следящей системы (УСС);
- индукционные датчики угла (15Д, 45Д, 50Д, 60Д, 90Д);
- блоки питания (БП);
- прибор управления стрельбой (ПУС);
- универсальный счетчик боеприпасов( УСБ);
- Изделия для нужд ВМФ МО РФ.